# 賴特鎮區 (密歇根州渥太華縣)
賴特鎮區（英語：Wright Township）是位於美國密歇根州渥太華縣的一個行政鎮區。

## 地方資料
賴特鎮區的面積為94.00平方千米，當中陸地面積為93.70平方千米，而水域面積為0.30平方千米。根據2020年美國人口普查的數據，當地共有人口3190人，而人口密度為每平方千米33.94人。